# دانشگاه علوم پزشکی تربت حیدریه
دانشگاه علوم پزشکی تربت حیدریه یکی از دانشگاه‌های دولتی ایران و تحت پوشش وزارت بهداشت، درمان و آموزش پزشکی در شهر تربت حیدریه است.

## تاریخچه
در سال ۱۳۷۲ دانشکده پرستاری و مامایی تربت حیدریه به عنوان یک دانشکده اقماری تأسیس شد و با پذیرش دانشجو در مقطع کارشناسی پرستاری و کاردانی مامایی تحت نظر دانشگاه علوم پزشکی مشهد انجام وظیفه می‌نمود.
باتوجه به پتانسیل این شهرستان درحوزه‌های مختلف و موقعیت جغرافیایی خاص و با عنایت به پیگیری‌های بعمل آمده، برابر مصوبه شورای گسترش وزارت بهداشت، درمان و آموزش پزشکی، دانشکده پرستاری و مامایی تربت حیدریه در مورخ ۱۳۸۷/۱۲/۱۲ از دانشگاه علوم پزشکی مشهد منفک گردید و به دانشکده علوم پزشکی و خدمات بهداشتی درمانی ارتقاء یافت. این شورا در تاریخ ۱۳۹۲/۴/۱۸ مجوزارتقای دانشکده به دانشگاه علوم پزشکی تربت حیدریه را صادر نمود. در سال ۱۳۹۳ شبکه‌های بهداشت و درمان شهرستان‌های زاوه و مه‌ولات از دانشگاه علوم پزشکی مشهد منفک و به دانشگاه علوم پزشکی تربت حیدریه الحاق گردید.

## معاونین
- معاون آموزشی و پژوهشی: دکتر محمدرضا رضائی منش
- معاون بهداشتی: دکتر الهام بهره‌مند
- معاون توسعه مدیریت و منابع: دکتر علیرضا کامل
- معاون درمان: دکتر علی ایزدی
- معاون غذا ودارو: دکتر سید جواد حسینی
- معاون دانشجویی و فرهنگی: دکتر محمد قربانی

## دانشکده‌ها
- دانشکده پرستاری و مامایی
- دانشکده علوم پیراپزشکی
- دانشکده بهداشت

## بیمارستان‌ها
- بیمارستان نهم دی تربت حیدریه
- بیمارستان_امام حسین (ع)
- بیمارستان_امام رضا (ع)_مه ولات